# Vaška
Vaška (rusky Вашка) je řeka v Komiské republice a v Archangelské oblasti v Rusku. Je dlouhá 605 km. Povodí řeky je 21 000 km². Nazývá se také Važka (rusky Важка).

## Průběh toku
Pramení v mokřadech na rozvodí Mezeně a Severní Dviny. Na svém toku vytváří mnoho zákrut a mrtvých ramen. V jejím povodí je přibližně 900 jezer. Ústí zleva do Mezeně.

## Vodní režim
Zdrojem vody jsou sněhové a dešťové srážky. Průměrný roční průtok vody u vesnice Reščelskaja činí 184 m³/s. Zamrzá na konci října a rozmrzá na začátku května.

## Využití
Vodní doprava je možná do přístavu Usť-Vačerga.